# Cepelinai
Cepelinai és un plat típic de la cuina lituana (denominat en lituà com a didžkukuliai) és considerat un dels plats nacionals de Lituània.
És un tipus de «dumpling» o «Wantan» elaborat amb puré de patates i farciment de carn picada, acompanyat de mató o bolets. Es denomina així per recordar la seva forma semblant a la d'un Zepelín, el cepelinai acostuma a ser d'una mida gran, d'uns 20 cm de llarg. Se serveix calent i s'acompanya amb nata agra i cansalada o costelles de porc.